# Cladochaeta spinacosta
Cladochaeta spinacosta är en tvåvingeart som beskrevs av David Grimaldi och Nguyen 1999. Cladochaeta spinacosta ingår i släktet Cladochaeta och familjen daggflugor.
Artens utbredningsområde är Panama. Inga underarter finns listade i Catalogue of Life.